# The Boy (2016)
The Boy is een Amerikaanse horrorfilm uit 2016 onder regie van William Brent Bell, naar een scenario van Stacey Menear.  Zij maakten samen ook de in 2020 verschenen opvolger Brahms: The Boy II.

## Verhaal
De jonge Amerikaanse Greta neemt een baan aan als kinderoppas in een afgelegen Engels dorp. Ze ontmoet er meneer en mevrouw Heelshire, die haar vragen om op hun zoontje Brahms te passen terwijl zij op vakantie zijn. Tot Greta’s verrassing blijkt Brahms in werkelijkheid een porseleinen pop te zijn. Het echtpaar behandelt die niettemin volledig als een echt kind. De Heelshires zijn hiermee begonnen toen ze hun echte zoontje Brahms in 1991 op achtjarige leeftijd verloren in een huisbrand. Het echtpaar vertrekt op reis en geeft Greta strikte regels hoe ze zich moet gedragen in hun huis en hoe om te gaan met Brahms. Ze moet elke dag enkele uren hardop voorlezen, enkele uren luide klassieke muziek spelen en de pop op tijd in bed stoppen en een nachtzoen geven. In het begin negeert Greta de opgestelde regels, maar dan beginnen er vreemde dingen te gebeuren in het huis. Die stoppen ook weer wanneer ze de regels wél naleeft. Dit, een stem en het steeds op andere plekken verschijnen van Brahms overtuigen Greta ervan dat de pop echt leeft.

## Rolverdeling
| Acteur           | Personage      |
| ---------------- | -------------- |
| Lauren Cohan     | Greta          |
| Rupert Evans     | Malcolm        |
| Jim Norton       | Mr. Heelshire  |
| Diana Hardcastle | Mrs. Heelshire |
| Ben Robson       | Cole           |

## Productie
Op 14 juli 2014 werd aangekondigd dat William Brent Bell de bovennatuurlijke thriller The Inhabitant zou regisseren. De titel van de film wijzigde in de huidige titel en de filmopnamen begonnen op 10 maart 2015 in Victoria, Brits Columbia in Craigdarroch Castle. De film bracht 10,8 miljoen dollar op tijdens zijn openingsweekend. Hij kreeg gemengde tot middelmatige kritieken met een score van 21% op Rotten Tomatoes.